# 뵤도인
뵤도인(平等院)은 일본 교토부 우지시에 있는 불교 사원이다. 고도 교토의 문화재의 일부로서 유네스코 세계유산으로 지정되어 있다. 후기 헤이안 시대에 지어졌으며, 17세기 이래 정토종과 천태종을 겸했고, 현재는 특정 종파에 속하지 않는 독립된 불교 사원이다.

## 역사
뵤도인은 본디 헤이안 시대인 998년에 고위 관리였던 미나모토노 시게노부의 시골 별장으로 지었다. 그가 죽은 이후 후지와라 일족의 가장 강력한 권력자 가운데 하나였던 후지와라노 미치나가가 시게노부의 아내에게서 이 별장을 사들였고, 이후 미치나가 아들인 후지와라노 요리미치가 이를 1052년에 불교 사원으로 바꾸었다. 뵤도인은 일본의 세계유산들 중 하나로서, 약 1,000여 년에 달하는 역사를 자랑한다. 불교에서는 부처가 열반에 든 이후의 시대를 3개로 나누어 이를 삼시(三時)라 칭했는데, 그 중 부처의 가르침이 쇠퇴하고 혼란이 가중되는 마지막 3번째 시대를 말법시(末法時)라고 한다. 당시 일본에서는 1052년을 말법시의 시작으로 보았고, 이는 사람들에게 불안감을 가중시켰다. 결과적으로 권력자들과 일반 서민들은 불도에 더욱 귀의하는 성향이 강해졌고, 극락 정토로 향하기 위하여 끊임없이 수행하였다. 이같은 사회적 풍토로 인하여 당시 뵤도인이 사찰로 새로이 태어날 수 있었던 것이다. 뵤도인은 2.4m 크기에 달하는 거대한 청동 아미타 대불을 그 안에 모신 형태로 지어졌다. 참고로 이 아미타불은 헤이안 시대 당시 가장 저명한 불상 조각가였던 조초가 제작하였다. 1180년, 미나모토노 요리마사가 막부에 대항하여 반란을 일으켰으나, 실패하여 결국 뵤도인 안으로 쫓겨 들어가 안에서 할복 자살하였다. 이는 당시 일본에서 처음으로 할복 자살을 한 사례였고, 이 이후부터 할복이 명예로운 죽음으로 받아들여지게 된다.
1336년에 아시카가 일족과 맞서 싸우던 사무라이, 구스노키 마사시게가 전세가 불리해지자 사찰 주변에 불을 놓았고, 이로 인하여 대부분의 경내 건물들이 사라졌다.
뵤도인은 가마쿠라 시대 동안 거대한 사찰로 변모한다. 이 때 사찰을 복구하기 위하여 1496년에 정토원, 1640년에 나한당이 새롭게 세워진다. 1670년에는 평등원의 중심 건물인 봉황당이 정문을 갈아끼우는 등의 작업을 거치며 완전히 재증축되었다. 당시 정토원은 불교 정토종이 관할하고 있었고, 나한당은 천태종이 관리하고 있었는데, 이 두 종파는 서로 협력을 통하여 뵤도인을 지극정성으로 관리하였다. 1698년, 교토 우지에 큰 불이 났고, 뵤도인도 크게 훼손되었다. 봉황당의 벽과 문들이 타 무너지는 등 피해를 입었으나, 오히려 이 사건 이후로 사람들이 뵤도인을 다시 세워 부처님의 공력을 빌려 혼란을 극복하겠다는 마음을 먹어, 거의 즉시 복구되었다.
메이지 시대와 쇼와 시대 동안 뵤도인에도 큰 변화가 일어났다. 봉황당과 아미타불은 1951년 국보로 지정되었고, 특히 봉황당은 10엔 동전의 도안에도 들어갔다. 이후 뵤도인의 종, 구름 속에서 기도하는 보살상, 벽과 문들에 그려져 있는 그림들도 국보로 지정되었다. 뵤도인은 1994년에 고도 교토의 문화재들 중 일부로 세계문화유산에 지정되었다. 그 이후에도 정원의 개축, 아미타불, 봉황당 등에 대한 공사가 헤이세이 시대까지도 끊임없이 일어났다.
뵤도인에서 가장 유명한 건물은 봉황당(鳳凰堂)이다. 1053년에 처음으로 건설되었으며, 고요한 연못에 둘러싸여 있어 인상적인 시각적, 심미적 효과를 준다. 현재 뵤도인 경내에 본 모습을 유지하며 남아있는 유일한 건물이기도 하다. 참고로 1053년에 이와 함께 지어진 건물들은 1336년에 모두 불에 타 전소하였다.

## 경내

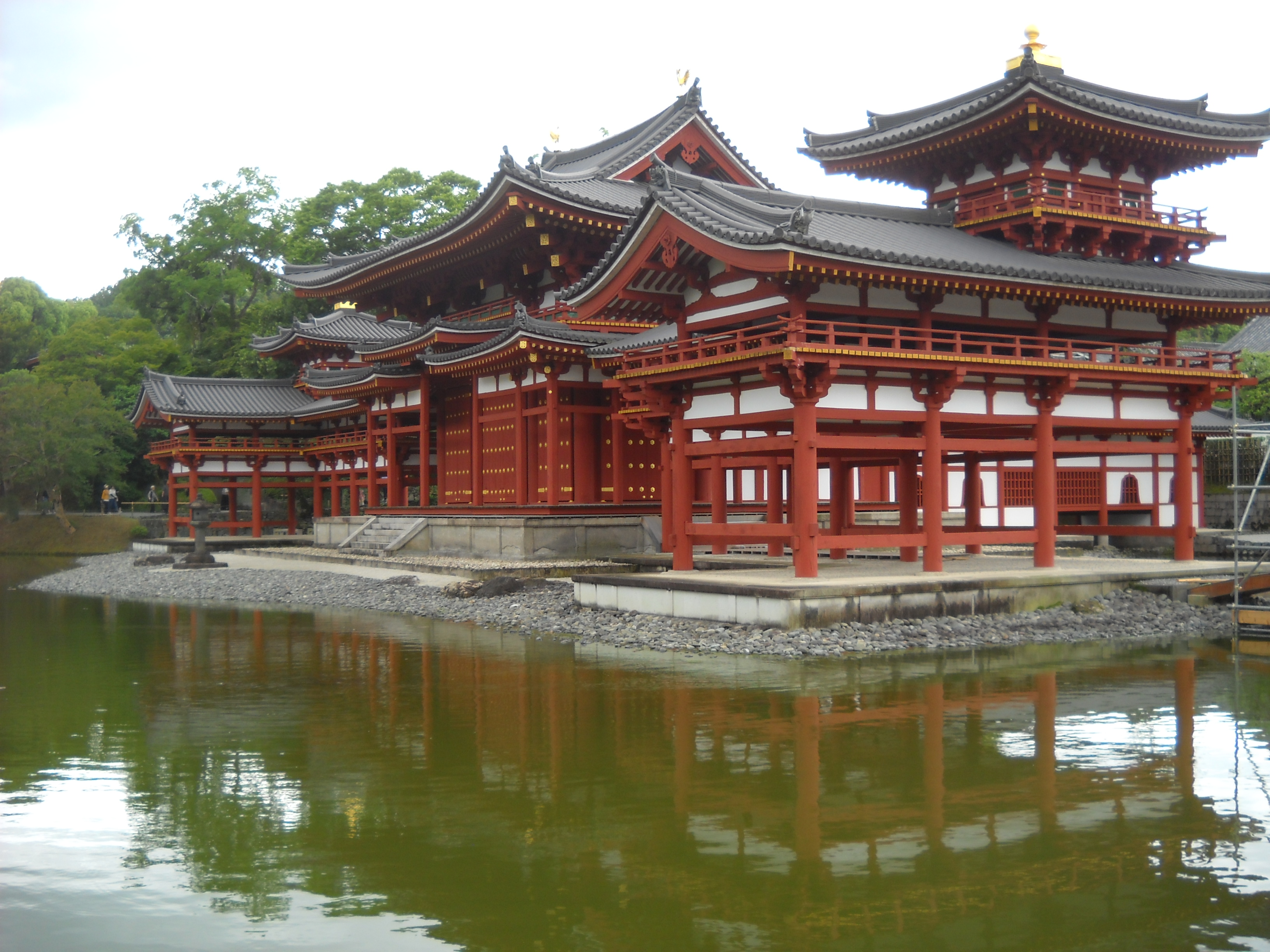
봉황당

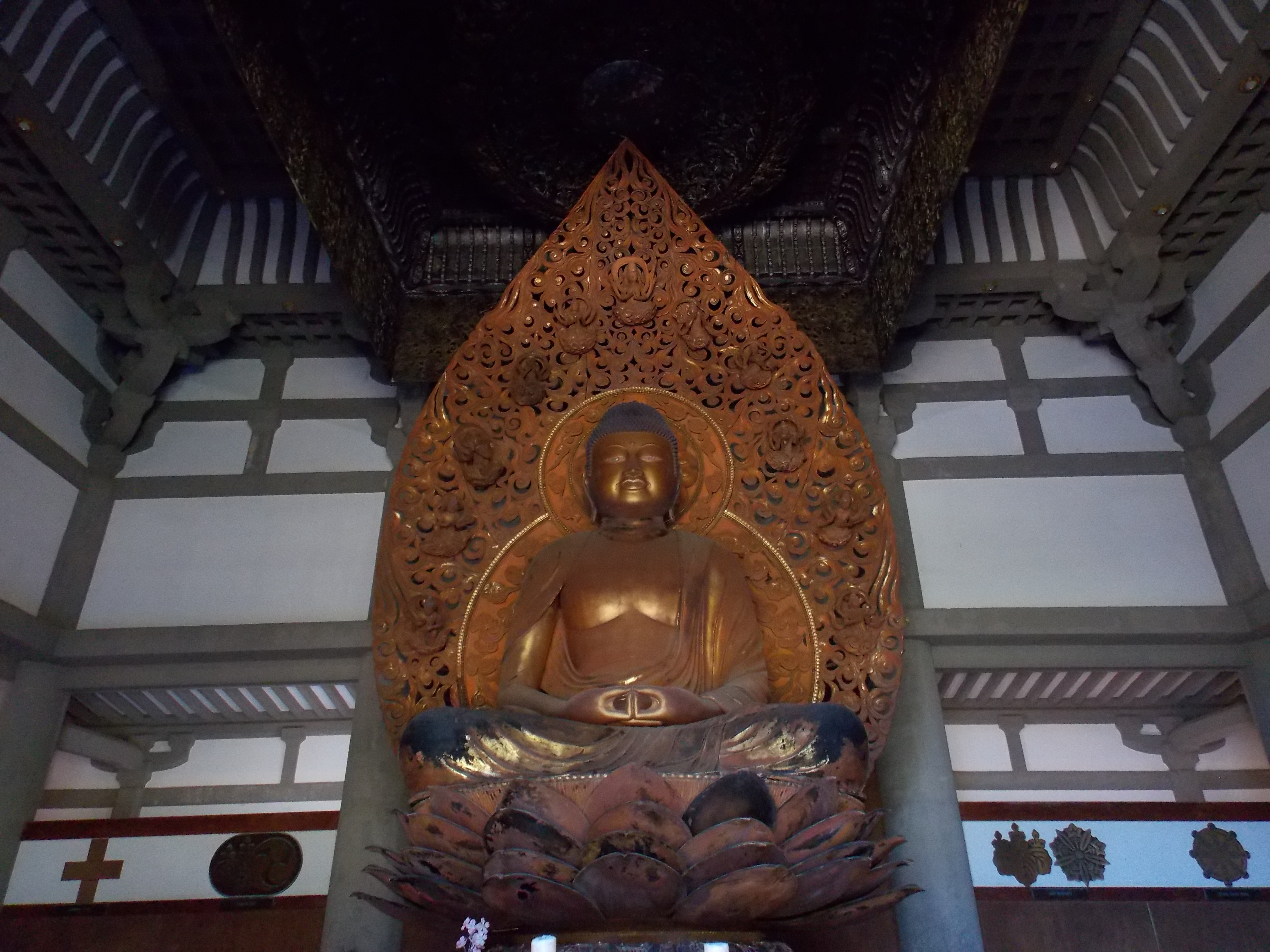
봉황당의 불상

### 봉황당
뵤도인의 주 건물인 봉황당은 중당과 좌우의 복도, 중당 배후의 미랑으로 이루어져 있다. 중당에는 아미타 여래상이 놓여 있으며, 봉황당의 지붕에는 금빛 봉황상이 서 있다. 봉황당은 일본 역사상 가장 문화가 크게 진보했던 후지와라 섭정기의 대표적인 문화재들 중 하나로 평가받으며, 가장 화려한 건물로 인정받기도 한다. 봉황당은 당시 후지와라 섭정기 시대의 불당의 대표적인 예이기도 하다. 당시에는 직사각형 모양의 중당, 좌우의 L자형 복도와 그 뒤의 미랑으로 이어진 불당과 그 앞에 자리한 거대한 인공 연못이 주요한 건축 양식이었다. 에도 막부 시기 초부터, 봉황당의 지붕에 황금 봉황이 놓여있기도 하고, 특히 봉황당이 양 옆에 있는 복도를 날개로, 후면의 미랑을 꼬리로 하는 거대한 봉황의 형상과 닮았다 하여 이 건물을 '봉황당'이라고 부르기 시작하였다.
봉황당 내부에는 아미타불상이 높은 연단에 놓여 있다. 아미타불상은 편백으로 만들어졌고 금으로 덮여 있다. 이것은 당대 가장 유명한 불상 제작자 조초가 만들었는데 그는 이 불상을 만들 적에 새로운 금속 조합 비율과, 불상의 재료가 될 나무들을 서로 정교하게 깎아 안쪽에서부터 완벽하게 짜맞추어지게 하는 '요세기'라는 이름의 공법을 사용하였다고 알려져 있다. 불상은 머리부터 무릎까지 약 3미터 높이이다. 등을 아주 약간 굳힌 채로 명상을 취하는 자세를 하고 있으며, 몸에서는 긴장을 전혀 찾아볼 수 없다. 부처상이 취하고 있는 자세는 '인소'라고도 하는데, 이는 양 손을 모두 무릎 위에 올려놓고, 손바닥은 위쪽을 향하게 한 후 엄지와 검지가 맞닿게 하는 자세를 말한다. 이는 지혜와 명상, 그리고 집중을 상징하는 자세이기도 하다. 불상의 이마 사이에 있는 백호(하얀 점)은 깨달음의 경지를 상징하며, 모든 중생들의 아픔을 내려보며 이를 구제하겠다는 의지를 나타낸다. 불상이 고요히 띠고 있는 옅은 웃음은 해탈의 평온함을 나타낸 것이고, 약간 아래를 내려다보는 듯한 자세로 인하여 이를 올려다보는 관람객들의 마음 속에 편안함과 자비로움을 느끼게 하는 효과가 있다. 불상의 머리카락은 짧은 곱슬머리이다.
봉황당의 벽에는 보살들을 묘사한 조각들이 있는데, 이는 이 보살들이 아미타불이 고통에 빠진 중생들의 영혼을 구제하러 극락정토에서부터 내려오는 길을 함께 할 것이라고 믿었기 때문이었다. 평등원의 목조 문 위에 그려준 그림들은 아미타불이 세상으로 내려오는 모습을 담고 있으며, 야마토에 그림들의 초기 모습들을 잘 보여준다. 그 외에도 옛 교토의 모습들이 그려져 있기도 하다.
봉황당의 앞에는 조도시키 정원과 호수가 있다. 1997년에는 고고학적 목적으로 발굴되기도 하였다. 봉황당이 동쪽을 바라보는 방향으로 만들어져 있음을 고려하면, 이 연못을 지나야만 극락세계로 들어갈 수 있다는 상징으로 보는 해석도 존재한다.

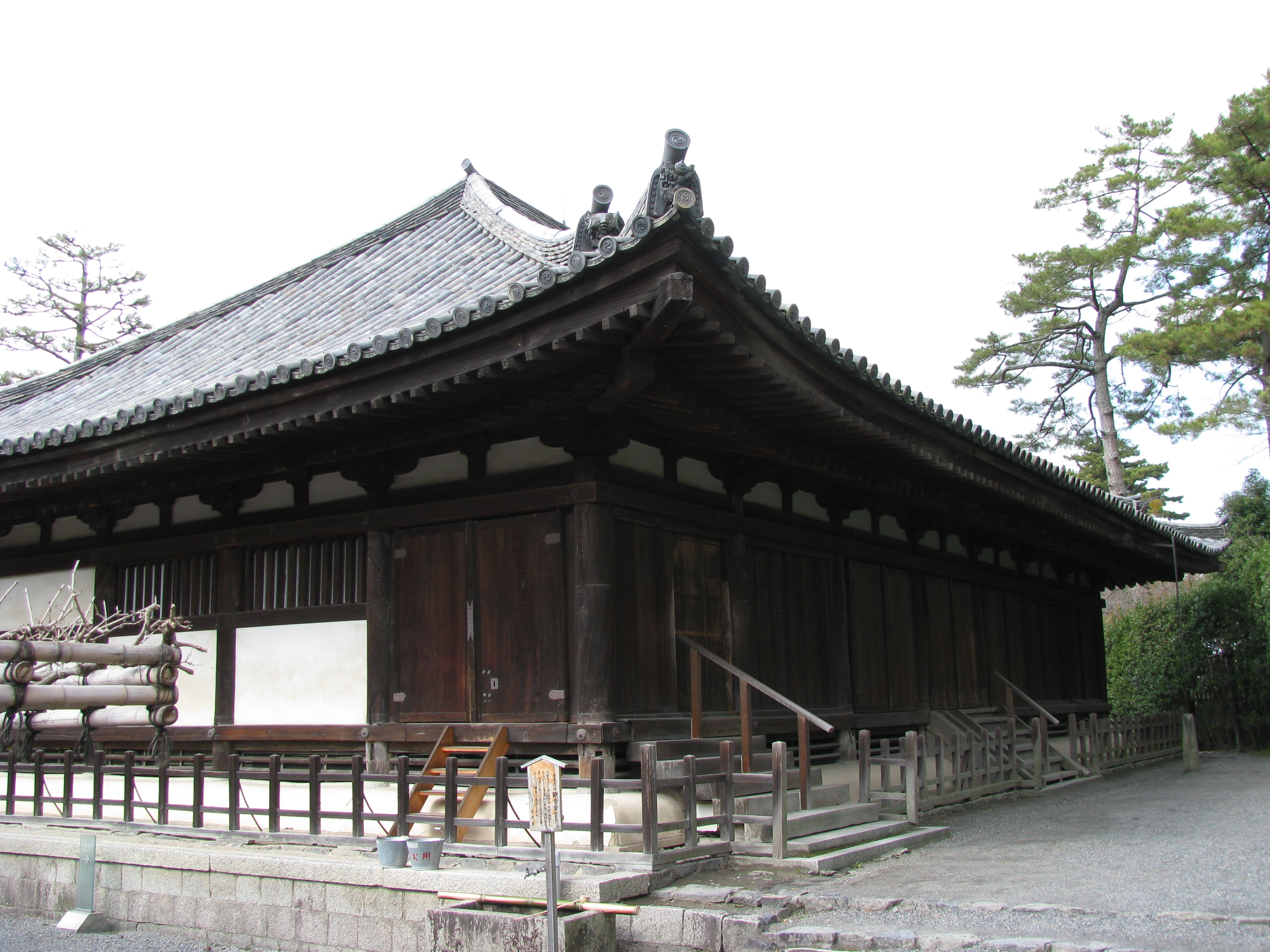
관음당

### 관음당
관음당은 수수한 외관을 지니고 있으나, 문화적 중요성으로는 봉황당에 못지 않다. 1230년 가마쿠라 시대 초에 사찰의 본전 터에 세워졌으며, 서까래가 2단으로 된 덴표 시대의 전형적인 건축 양식을 답습하고 있다. 현재에는 보수 공사로 인하여 관람객이 안으로 들어갈 수 없다. 이 건물을 복도의 남쪽 끝 연못가에 세우는 건물은 쓰리도노로 보는 학자들도 있다.

### 양림암 서원
양림암 서원은 경내의 부속 건물이다. 에도 시대 초기에 세워졌으며, 노송나무의 껍질로 지붕을 이었다. 이 건물은 옛 모모야마 성의 일부였던 것으로 짐작되며, 이 곳의 벽화는 가노 산세쓰의 작품으로 우지 시 문화재로 지정된 바 있다. 또한 그 앞의 정원은 호소카와 산사이가 만들었으며, 교토의 명승지들 중 하나로 지정되었다.

### 봉상관
1965년에 개관한 옛 뵤도인 박물관이 점차 노후화됨에 따라, 뵤도인 봉상관이 새로운 뵤도인 박물관으로 2001년 3월 1일에 개관했다. 봉상관은 전 박물관에 비해 훨씬 더 나은 관리 시스템을 갖추고 있으며, 뵤도인에서 나온 다양한 역사 유물들을 최상의 상태로 보전하여 전시하고 있다. 이 곳에서 전시하고 있는 유물들로는 뵤도인 사찰의 종, 구름 위에서 기도하는 26개의 보살상들, 봉황당의 지붕 위에 있던 2개의 황금 봉황상 등이 있다. 이 봉상관은 종교 단체에 의해 운영되는 박물관이며, 건물 대부분은 지하에 묻혀 있어 박물관은 현대적인 신식 건축물임에도 불구하고 지상에서 보면 주변의 봉황당 등 옛 건물들과 잘 어울리는 분위기를 연출한다. 그 외에도 뛰어난 설계 디자인 덕분에, 이 안에는 충분한 양의 햇빛이 공급되고, 인공적인 빛들도 잘 꾸며져 있어 관람객들이 전시품들을 감상하는 데에 아무런 불편함이 없도록 배려하였다. 일본인들은 장수와 절의 문화적 중요성을 기념하는 의미에서 10엔 동전에는 뵤도인 봉황당을, 1만엔 지폐에는 봉황당의 지붕 상에 장식되어 있는 봉황을 디자인해 놓았다.
현재 보됴인의 입장료는 성인 600엔이며, 이는 정원과 박물관의 입장료까지 포함한다. 다만 봉황당으로 들어가는 입장료는 300엔을 추가적으로 더 받으며, 문 주변에서 구매할 수 있다. 투어는 완전히 일본어로만 되어있으나, 다만 영어 가이드북이 옆에 놓여있기는 하다.

### 뵤도인 찻집
뵤도인 경내에는 녹차 등을 파는 찻집이 있다. 이 곳에서 파는 차들은 우지 시나 인근 농장에서 재배한 것들이며, 인증받은 차 전문가들이 이 곳을 방문하는 관람객들에게 최상의 질과 서비스로 차를 대접한다. 이 찻집은 월요일부터 일요일까지 열지만, 화요일에는 문을 닫는다. 10시부터 16시 30분까지 영업하며, 16시에 마지막 주문을 받는다.

## 사진첩

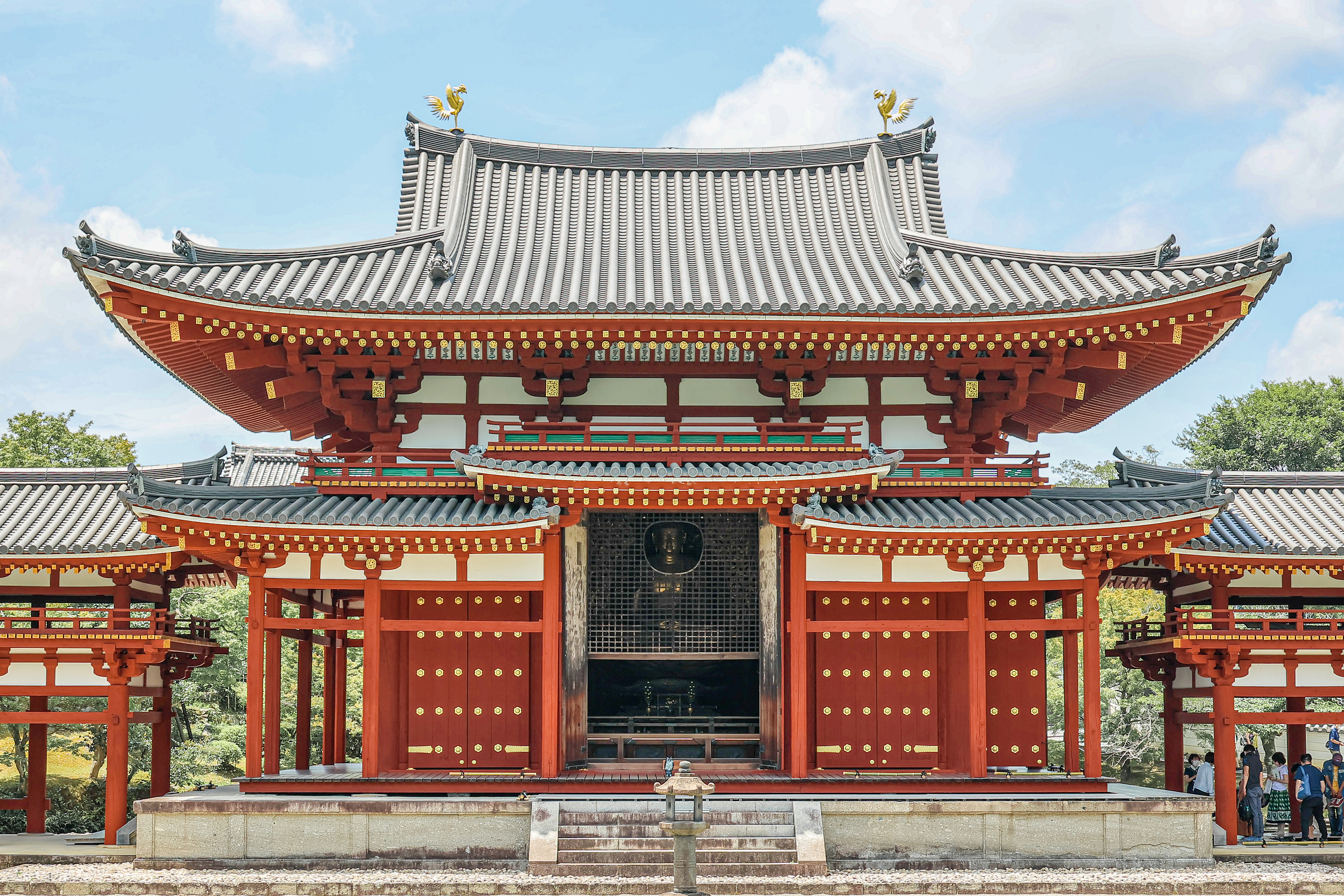
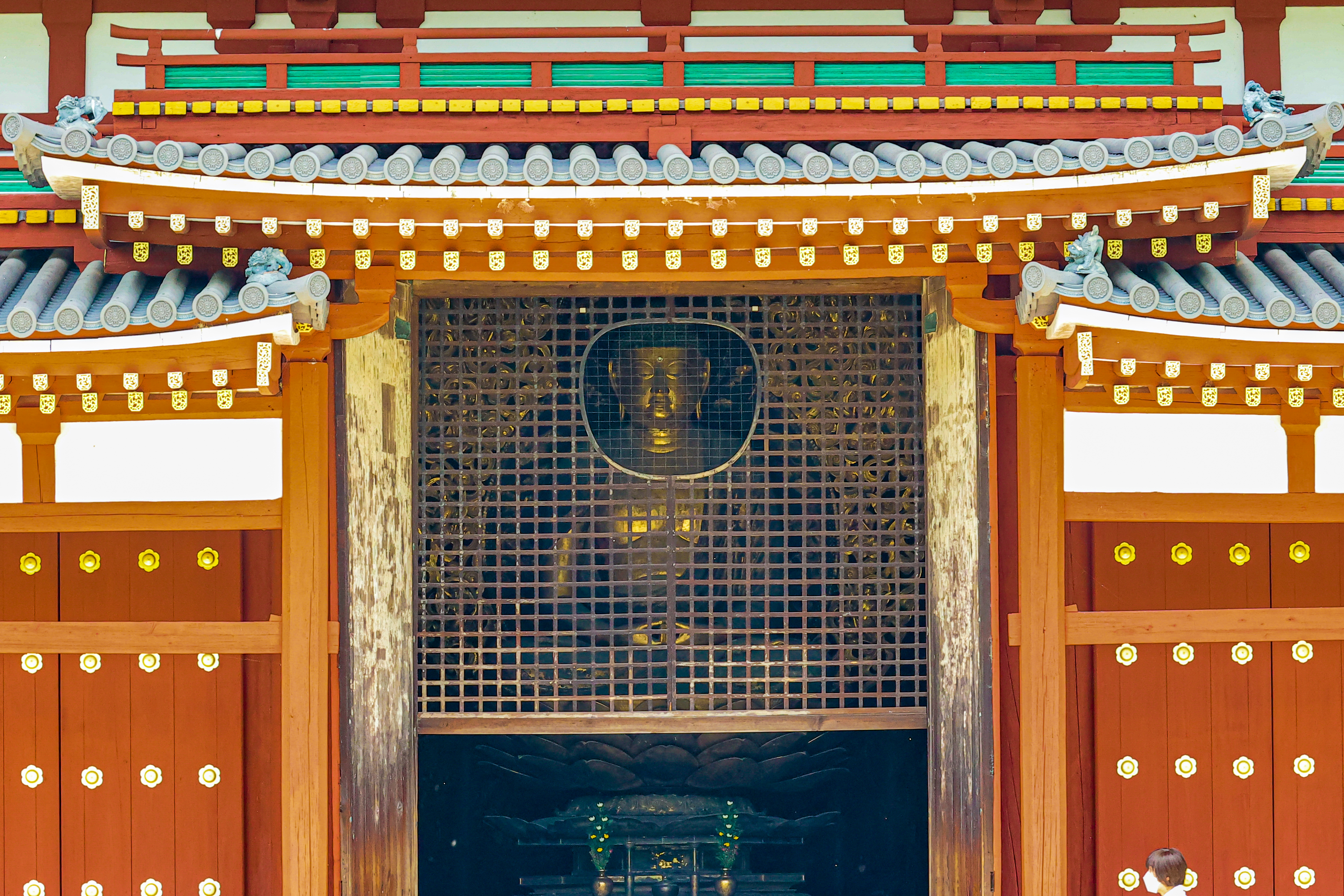
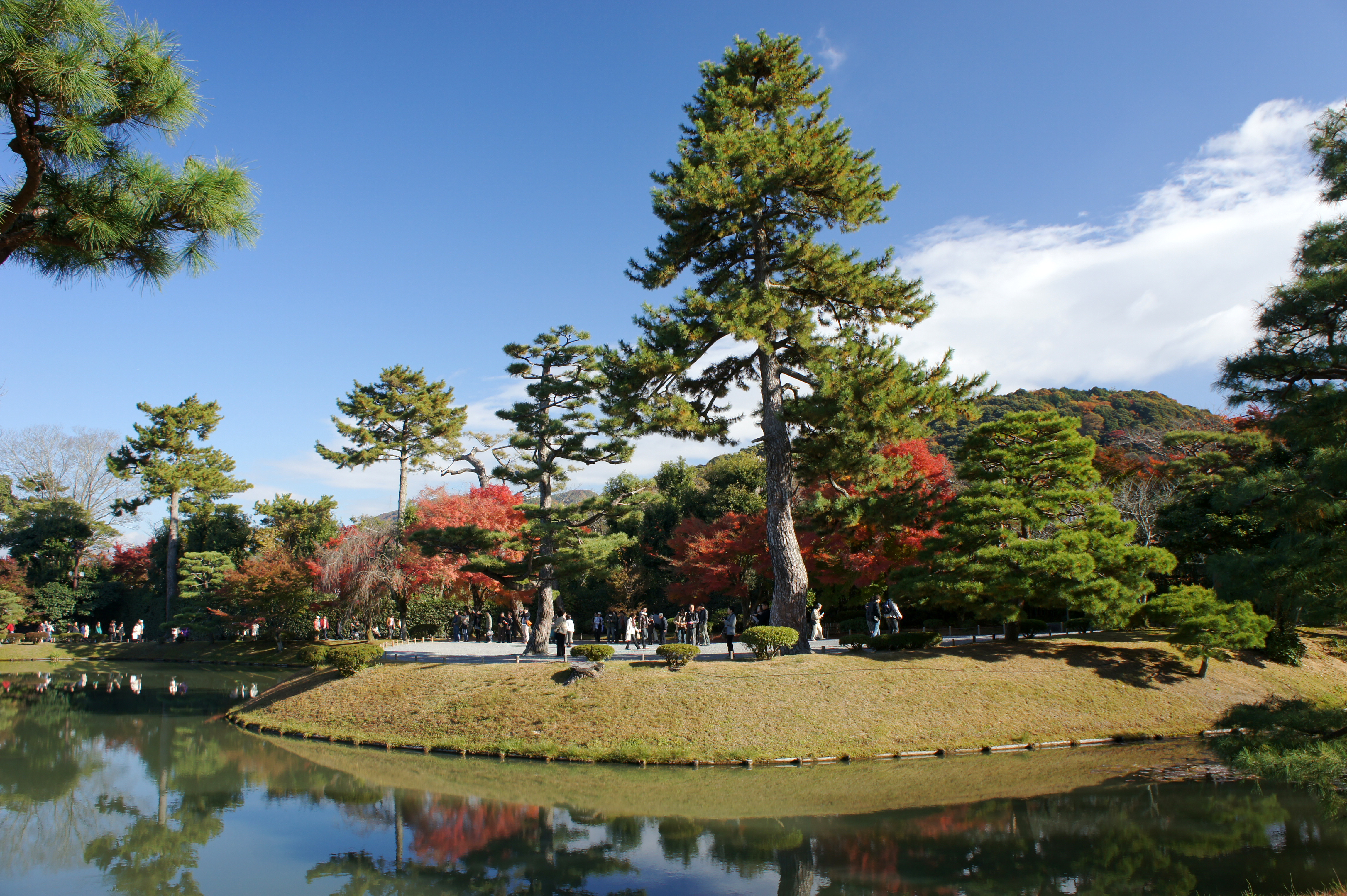
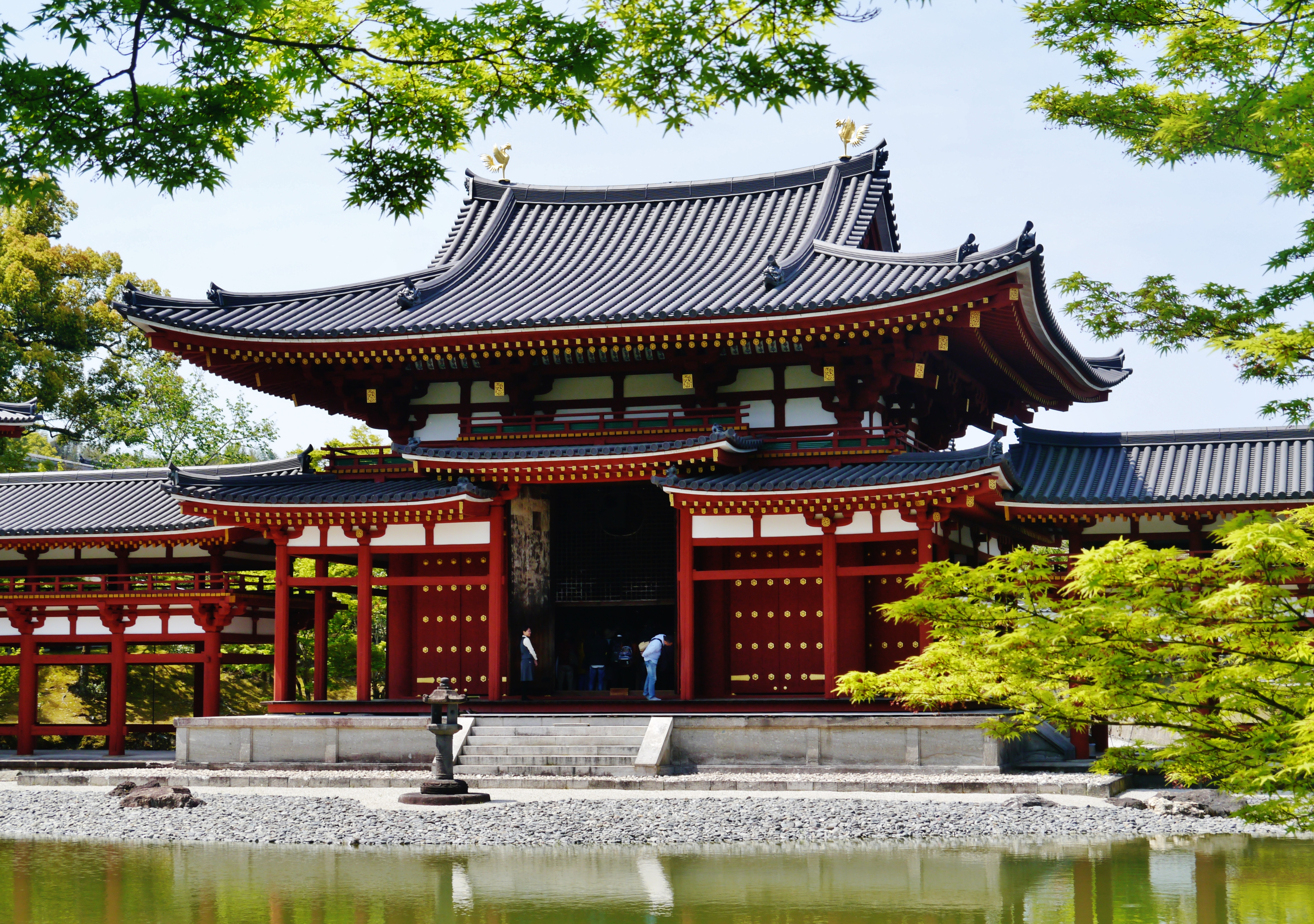